# Give It Away
«Give It Away» (с англ. — «Делись этим») — песня американской рок-группы Red Hot Chili Peppers, первый сингл из альбома Blood Sugar Sex Magik. Музыка была написана гитаристом Джоном Фрушанте и басистом Фли во время джем-сейшна за месяц до начала записи альбома. Энтони Кидис сочинил столь узнаваемый припев, вдохновляясь идеями альтруизма и ценности бескорыстия — жизненной идеологией, приобретённой в период отношений с его бывшей девушкой Ниной Хаген.
Первоначально некоторые радиостанции отказались транслировать песню, мотивировав это тем, что ей «не хватает мелодии», но несмотря на это «Give It Away» продолжала завоёвывать международную известность. Песня достигла вершины чарта Modern Rock Tracks в конце 1991 года, став для группы первым синглом № 1. В 1992 году она добралась до 75-й строчки в чарте Billboard Hot 100, на волне успеха был выпущен второй сингл альбома — «Under the Bridge». Кроме того, «Give It Away» попала в Top-10 хит-парада Великобритании, поднявшись до девятой позиции.
Музыкальное видео было снято французским клипмейкером Стефаном Седнауи, оно было очень востребовано на музыкальных телеканалах, что добавило популярности группе. «Give It Away» была отмечена несколькими музыкальными наградами, в том числе премией «Грэмми» в категории «Лучшее исполнение в стиле хард-рок». Обозреватель портала Allmusic Стив Хьюи писал: «хотя синглу не удалось достичь такого массового успеха, которого добилась „Under the Bridge“ [...] „Give It Away“ стала одной из наиболее узнаваемых песен группы».
«Give It Away» исполнялась на концертах группы более 1000 раз — больше, чем любая другая композиция Chili Peppers.

## Предыстория
Гитарист Джон Фрушанте и басист Фли написали бо́льшую часть «Give It Away» во время джем-сейшна в начале 1990-х. После турне в поддержку Mother's Milk (1989) они поучаствовали в сайд-проекте под названием H.A.T.E. с членами группы Fishbone. В период участия в этом проекте гитарист и басист сочинили основной рифф и басовую линию для «Give It Away». Вскоре после этого мелодия была сыграна на нескольких выступлениях H.A.T.E. Но и позже, когда сайд-проект был расформирован, Фрушанте и Фли продолжали верить в большое будущее трека и сочли целесообразным придержать его для нового альбома Chili Peppers. Вокалист Энтони Кидис поддержал эту идею и во время прослушивания песни начал напевать: «делись этим, делись этим прямо сейчас». Эта фраза была одной из заготовок, предназначенных для песен нового альбома, но только услышав басовую линию, вокалист окончательно понял, что эти слова удачно на неё ложатся. Кидис вспоминал: «Я был настолько поражён мелодией Фли, который играл на всём грифе своей бас-гитары, что тут же подскочил к микрофону со своим блокнотом. У меня всегда крутятся в голове идеи для песен или даже готовые фразы».
Песня была записана в период c апреля по июнь 1991 года на студии The Mansion в Лос-Анджелесе. Во время записи «Give It Away» группа использовала творческий метод, который потом использовался при создании всех её следующих альбомов — совместное джемование. Однако во время сочинения бриджа возникли трудности: Фли и Фрушанте не смогли прийти к компромиссу по поводу инструментальных прогрессий. Так как припев и куплеты уже были написаны, надо было искать выход из этой ситуации. Чтобы разрешить споры, музыканты придумали способ, который назвали «face-offs» (рус. поединки): басист и гитарист сходились вплотную на репетиционной сцене, потом уходили в разные комнаты, чтобы сочинять порознь. Через пять минут группа вновь собиралась вместе, и музыканты выбирали наиболее органичный вариант, устраивающий всех.

## Тематика песни
Лирический смысл песни «Give It Away» сосредоточен вокруг философии самоотверженности и альтруистического подхода к бытию. Песня получила название в честь наиболее часто повторяющейся в ней фразы — «Give It Away» (рус. Делись этим), которая была позаимствована из личного опыта Кидиса в период отношений с его бывшей подругой — панк-рок певицей Ниной Хаген — в начале 1980-х. Хаген была на несколько лет старше Кидиса и стала для него образцом для подражания: «Она поняла, каким молодым и неопытным я тогда был, так что она всегда делилась со мной своим опытом — давала мне ценные советы, при этом она не читала мораль — всё было по делу». Однажды Кидис разглядывал её гардероб и наткнулся на кожаный пиджак, который ему очень понравился — он оценил его, сказав Хаген, что «это очень классная вещь». Хаген ответила, что он может взять его себе. Философия этого бескорыстия была связана с регулярными попытками Хаген сделать свою жизнь более приятной, и девушка объяснила Кидису: «если у тебя есть шкаф, полный одежды, и ты пытаешься всю её „скрохоборить“, то твоя жизнь будет очень мелочной. Но если у тебя есть гардероб и кто-то видит в нём вещь, которая ему нравится, и ты даришь ему эту вещь — мир становится лучше».
Эта идея задела Кидиса до глубины души, так как прежде он никогда не сталкивался с таким прогрессивным отношением к жизни. Как у типичного обитателя Лос-Анджелеса, у него был совсем другой менталитет: вместо того, чтобы отдавать кому-либо материальные блага и воспринимать жизнь в соответствии с философией «ты отдал и тебе воздастся», вокалист полагал, что нужно взять от жизни всё, что возможно, поскольку никто не даст тебе ничего задаром. Теперь же он разделял философию Хаген: «Это было откровением — кто-то захотел отдать мне свою любимую вещь. Это чувство осталось со мной навсегда. Каждый раз, когда я думал: „Оставлю себе“, тут же вспоминал, как заповедь: „Нет, напротив — поделись“. Когда я начал посещать собрания анонимных алкоголиков и наркоманов, одним из принципов, которые я изучил, было то, что ты способен сохранять свою собственную „чистоту“, поделившись ею со своим „коллегой по несчастью“. Каждый раз, когда ты отдаёшь энергию из своего „душевного сосуда“, её заменяет новая, свежая энергия». Мелодия, сочинённая Фли, напомнила Кидису об этом инциденте, и вокалист решил, что музыка отлично сочетается с лирикой. Во время сочинения текста Кидис сфокусировался не только на идее бескорыстия — он пел о множестве вещей, в том числе о своём друге Ривере Фениксе и музыканте Бобе Марли и о различных сексуальных темах, включая фертильность и похоть.

## Музыка
«Give It Away» была написана в музыкальном размере 4/4. Трек начинается с отчетливо «сухого» гитарного звука, который задаёт стиль всей дальнейшей композиции. Продюсер Рик Рубин оказал значительное влияние на звучание Blood Sugar Sex Magik, отказавшись от реверберации и гитарного овердаббинга, характерных для предыдущего альбома группы — Mother's Milk. Благодаря этому в записи наличествовали простые и сухие гитарные и басовые аккорды, которые не были пропущены через гитарные эффекты, а ту её часть, где это было сделано, записывали на аппаратуре производства 60-х и 70-х годов. На «Give It Away», наряду с остальной частью альбома, Рубин стремился достичь атмосферы, которая была похожа на записи из 60-х, сделанные без расчёта на прибыль или желания угодить публике, и ограничить «помпезность» звучания: «В том, что вы слышите, почти нет „фокусов“. Многие музыканты добиваются как можно более крутого звука, с рядами гитарных усилителей и огромными барабанами. Но я думаю, что эти вещи не имеют большого значения». Песня придерживается традиционной структуры куплет-припев-куплет; когда Кидис начинает петь, Фрушанте «врывается» с сочным фанк-риффом, который повторяется на протяжении всего куплета, в это время Фли играет сложную бас-партию, по ходу которой он использует практически весь гриф.
Во время припева Кидис снова и снова повторяет «Делись этим, делись этим прямо сейчас» на фоне более быстрого гитарного риффа. По словам Стива Хьюи из Allmusic, «неожиданным контрастом с обычной гиперактивностью Кидиса звучало медленное соло, записанное заранее и проигранное задом наперёд поверх ритмической дорожки». Гитарное соло было записано с первого дубля, потому что Фрушанте стремился добиваться как можно более быстрого результата и звучания а-ля «гаражный саунд»; по словам Фли: «Мы делали очень мало корректировок материала. Философия Джона заключалась в том, что он будет играть соло лишь дважды. Он играл его один раз, и если нам не нравилось, он играл его снова — но совсем по-другому. И на этом всё». В песне также использовались другие инструменты, такие как варган, на котором сыграл друг группы — Пит Вайс.
Структура песни представляет собой следующую последовательность: в ней звучат несколько куплетов с припевом, а затем бридж, который начинается со вступления, состоящего из «хард-рокового риффа». По словам Хьюи, он сильно похож на основной рифф из песни «Sweet Leaf» группы Black Sabbath. Кидис повторяет «Give it away now» несколько раз, до наступления «музыкального катарсиса», после чего инструменты постепенно стихают.

## Выпуск и отзывы
В начале сентября 1991 года «Give It Away» была выпущена в качестве первого сингла, незадолго до того, как в продажу поступил сам альбом Blood Sugar Sex Magik. Боссы Warner Bros. хотели организовать премьеру песни на популярной рок-радиостанции в Техасе, но редакция программы отклонила это предложение, заявив: «возвращайтесь, когда у вашей песни появится мелодия». После этого группа отправилась в короткий промотур по Европе с целью продвижения нового альбома; именно в этот период на радиостанции KROQ-FM (Лос-Анджелес) «Give It Away» стали часто ставить в эфир. По словам Кидиса: «Это было началом вливания этой песни в массовое сознание».
Отзывы критиков о песне, так же, как и об альбоме, были очень высокими. Джефф Вайс из Deseret News писал о «Give It Away»: «динамичный сингл, который воздает должное Бобу Марли, может создать новую музыкальную моду со своим блестящим раста-фанком». Патрик Макдональд из Seattle Times отметил, что «[Blood Sugar Sex Magic] содержит одну из лучших песен, сочинённых „Перцами“ — 'Give It Away'. Хук этого трека просто неотразим, а его главный посыл о „материальных излишествах“ подаётся просто и честно». По мнению Стива Хьюи из Allmusic, песня обрела такую популярность во многом из-за лирики Кидиса, которая была «простой, ассоциативной смесью позитивных эмоций, данью музыкальным героям и свободной любви. Её смысл зачастую было трудно понять, из-за гнусавого стакатто Кидиса, но этот отличительной вокальный стиль помог сделать самые понятные строчки ещё более броскими и более запоминающимся, что значительно усиливает привлекательность песни». В продолжении обзора Хьюи воздаёт должное музыку этой композиции: «не стоит недооценивать гитариста Джона Фрушанте, его шумная, колючая фанк-гитара добавила песне глубины и осязаемости, отлично дополняя „энергетическую“ ритм-секцию Фли и Чэда Смита». Джей Кларк из Richmond Times-Dispatch так отозвался о песне: «'Give It Away' — это путешествие в мир фанка Кидиса и Фли. Эта песня бодрит лучше, чем самый тяжёлый метал или особо хардкорный рэп». Том Мун из Rolling Stone писал: «'Give It Away' создала новую модель рок-мелодии, пронизанную бескомпромиссным хип-хоповым битом, этот приём возьмут на заметку многие музыканты».
«Give It Away» внесла большой вклад в международный успех Chili Peppers и завоевала множество наград. В 1993 году она была отмечена премией «Грэмми» в категории «Лучшее исполнение в стиле хард-рок». В 1994 году песня была включена в символический список Зала славы рок-н-ролла «500 песен, которые сформировали рок»; в 2002 году журнал Kerrang! поставил «Give It Away» на 67-е место в своём списке «100 величайших синглов всех времён»; в 2004 году журнал Q включил её в свой список «1001 песня, которую вы должны иметь в своей коллекции!»; в 2009 году телеканал VH1 присудил песне 50-ю позицию в списке «100 величайших хард-рок песен».

## Музыкальное видео
Режиссёром клипа выступил французский фотограф и клипмейкер Стефан Седнауи. Кидис хотел, чтобы видео визуально отличалось от «большинства поделок для MTV» и легко идентифицировалось с группой. Ему не понравилась бо́льшая часть материала из каталога Warner Bros., которые предложили фронтмену самому выбрать режиссёра: «Я начал просматривать кучу бобин с видеоклипами разных режиссёров, но мне ничего не запало в душу… всё это было однообразным, скучным, напыщенным, надуманным дерьмом». Однако после того, как Кидис наткнулся на работу Седауи, он отметил, что это было «нечто совершенно иное — более медленное и поэтичное, снятое в черно-белой гамме, это выглядело подлинным искусством, а не очередной „клюквой“ для MTV». Кидис и Фли встретились с Седнауи и обсудили будущий клип, для которого режиссёр предложил «очень пустынный [и] очень графический фон», который позволит сфокусировать внимание на исполнителях, не отвлекаясь на внешние раздражители. Было решено, что видео будет снято в черно-белых тонах, Седнауи также поддержал идею музыкантов раскрасить их серебряной акриловой краской, которую «Перцы» уже использовали на одной из своих фотосессий. Стефан вспоминал, что он был «поражен самоотдачей группы — они вышли далеко-далеко за те рамки, которые я предполагал, и я считаю это одним из моих лучших опытов в подобных вещах». В целом атмосфера видеоклипа была призвана стать олицетворением настроения песни, излучавшей позитив и жизнерадостность.
Седнауи экспериментировал с различными методами съемки, включая широкоугольные объективы, съёмку музыкантов снизу, суперимпозицию, одновременное использование двух разных сцен с одним и тем же музыкантом в кадре, эффект обратного воспроизведения, эксперименты со светом и экстравагантные наряды, дабы передать свою концепцию. Фрушанте рассказал о своих эмоциях от этого видео: «Оно было очень ярким, даже чрезмерно ярким. Всё происходило так — нас покрасили серебряной краской и одели в эти серебряные сапоги и прочее… на мой взгляд всё это было похоже на глэм-рок или что-то в этом духе». Видео начинается с кадра, в котором Фли стоит посреди пустыни в медитативной позе, на нём одеты брюки с торчащими золотыми рогами. Он скрещивает руки над головой, и начинает играть музыка. Затем сменяется череда кадров: музыканты стоят с закрытыми глазами; группа танцует в тусклом свете; Фрушанте играет на зеркальном Fender Stratocaster, расположив гитару у себя между ног, его брюки декорированы блёстками; и в конце — участники группы неистово танцуют. Все музыканты имели причудливые костюмы и замысловатый макияж. Кидис намерено придумал себе особенно экстравагантный образ: золотая помада, открытые сетчатые шорты и яркие серебряные сапоги.
Для гитарного соло была снята сцена, в которой Фрушанте размахивает большой алюминиевой лентой. Изначально Кидис колебался по поводу этой идеи, сомневаясь, что гитарист согласится на это: «Я думал он скажет что-то вроде — „Пошёл ты, возьми эту ленточку и засунуть её в свою французскую задницу, приятель“... Отнюдь, Джон с энтузиазмом снялся в этой сцене. Казалось, он мог бы танцевать с этой штукой несколько часов напролёт». Кадры «танца с ленточкой» были смонтированы с эффектом обратного воспроизведения. Хотя некоторые из сцен имели изначальную раскадровку, по большей части отснятый материал был импровизацией или придумывался по ходу двухдневной съёмки. Во время одной из сцен Кидис начал подчёркнуто сильно двигать языком, выделяя слова песни, и Седнауи оставил этот момент, считая что он подчёркивает «безбашенный» характер видео. Первые сцены видео сняты при дневном свете, а заканчивется оно в сумерках, с силуэтами музыкантов, убегающих вдаль на фоне заката.
Стоимость музыкального видео составила 140 000 долларов. Когда клип был готов, Кидис и Фрушанте находились в европейском промотуре альбома. По словам вокалиста, впервые увидев видео, он был «в настоящем восторге, это были лучшие визуальные кадры из всего того, что мы делали прежде». Однако боссы Warner Bros. были обеспокоены тем, что содержание клипа выглядело «слишком странным» и «слишком вычурным» для широкой аудитории, они выступили за создание более «традиционного варианта», в отличие от этой экспериментальной работы Седнауи. Тем не менее, видео было выпущено без цензуры лейбла и с тех пор считается одним из важнейших факторов в успехе Red Hot Chili Peppers и «значительно возросшей международной популярности группы». Журналист Джефф Аптер отозвался о клипе следующими словами: «фанковый винегрет — фриковая визуализация, тонкий навязчивый хук, „кружевная“ бас-линия Фли и облегающие шорты Кидиса — сделал этот клип очень популярным на MTV на протяжении последнего квартала 1991 года». Стив Хьюи из Allmusic прокомментировал клип в своей рецензии: «MTV переплюнул всех с этим ни на что не похожим клипом». На церемонии MTV Video Music Awards-92' клип был выдвинут на соискание шести наград: «Лучшее альтернативное видео», «Лучший монтаж», «Лучшая кинематография», «Лучшая режиссура», «Лучший художник-постановщик» и «Видео-прорыв», в итоге выиграв две последние номинации.

## Список композиций и форматы издания
| Компакт-кассета; США (1991) 1. «Give It Away» (Album) — 4:43 2. «Search and Destroy» (Прежде не издавалась) — 3:34 Компакт-кассета; Европа (1991) 1. «Give It Away» (Album) — 4:43 2. «Soul to Squeeze» (Прежде не издавалась) — 4:52 Грампластинка 7" (версия 1); США (1991) 1. «Give It Away» (Album Version) — 4:43 2. «Give It Away» (12" Mix) — 6:02 Грампластинка 7" (версия 2); США (1991) 1. «Give It Away» (LP Version) — 4:43 2. «Search and Destroy (Прежде не издавалась) — 3:34 Грампластинка 12»; США (1991) 1. «Give It Away» (12" Mix) — 6:02 2. «Give It Away» (Rasta Mix) — 6:47 3. «Give It Away» (Single Mix) — 4:46 4. «Search and Destroy» — 3:34 5. «Give It Away» (Album Version) — 4:43 Компакт-диск (версия 1); США (1991) 1. «Give It Away» (LP Version) — 4:43 2. «Search and Destroy» — 3:34 3. «Soul to Squeeze» — 4:52 Компакт-диск (версия 2); США (1991) 1. «Give It Away» (Single Mix) — 4:46 2. «Give It Away» (12" Mix) — 6:02 3. «Search and Destroy» — 3:34 4. «Give It Away» (Rasta Mix) — 6:47 5. «Give It Away» (Album Version) — 4:43 | Компакт-диск (версия 3); США (1992) 1. «Give It Away» (Single Mix) — 4:46 2. «Give It Away» (12" Mix) — 6:02 3. «Search and Destroy» — 3:34 4. «Give It Away» (Rasta Mix) — 6:47 5. «Give It Away» (Album Version) — 4:43 6. «Soul to Squeeze» — 4:52 Грампластинка 12"; Европа (1993) 1. «Give It Away» (12" Mix) — 6:02 2. «Give It Away» (Rasta Mix) — 6:47 3. «If You Have to Ask» (Disco-Krisco Mix) — 7:12 Компакт-диск (версия 4, переиздание 1994 года); США 1. «Give It Away» (Single Mix) — 4:46 2. «Give It Away» (12" Mix) — 6:02 3. «Give It Away» (Rasta Mix) — 6:47 4. «Soul to Squeeze» — 4:52 Компакт-диск (версия 5, переиздание 1994 года); США 1. «Give It Away» (Edit) — 3:46 2. «If You Have to Ask» (Friday Night Fever Blister Mix) — 6:34 3. «If You Have to Ask» (Scott & Garth Mix) — 7:12 4. «Nobody Weird Like Me» (Live) — 5:03 |  |

## Участники записи
| Red Hot Chili Peppers - Фли — бас-гитара, крик - Джон Фрушанте — соло и ритм-гитара - Энтони Кидис — вокал - Чэд Смит — ударные, бубен | Дополнительные музыканты - Бренден О'Брайен — орга́н Хаммонда (B3) - Пит Вайс — варган |